# 有末賢
有末 賢（ありすえ けん、1953年7月20日 - ）は、日本の社会学者。前亜細亜大学都市創造学部教授。慶應義塾大学名誉教授（法学部）。専攻領域は地域社会論、都市社会学、生活史。

## 来歴
1977年慶應義塾大学法学部政治学科卒、1982年同大学院社会学研究科社会学専攻博士課程満期退学。2001年「生活史の社会学 その方法と課題」で、博士（社会学）（慶應義塾大学）の学位を取得。
慶應義塾大学法学部専任講師、同助教授、教授。2016年4月亜細亜大学都市創造学部都市創造学科教授。2024年3月定年退職。

## 著書
- 『現代大都市の重層的構造 都市化社会における伝統と変容』ミネルヴァ書房 都市社会学研究叢書 1999
- 『生活史宣言 ライフヒストリーの社会学』慶應義塾大学出版会 2012

### 共編著
- 『社会学入門』霜野壽亮・関根政美共編 弘文堂 1996
- 『戦後日本の社会と市民意識』関根政美共編 慶應義塾大学出版会 叢書21COE-CCC多文化世界における市民意識の動態 2005
- 『都市民俗生活誌』全3巻　内田忠賢,倉石忠彦,小林忠雄共編　明石書店 2002-05
- 『講座日本の都市社会 都市社会研究の歴史と方法』北川隆吉共編著 文化書房博文社 2007
- 『講座日本の都市社会 都市の生活・文化・意識』北川隆吉共編著 文化書房博文社 2007
- 『多文化多世代交差世界における市民意識の形成』渡辺秀樹共編 慶應義塾大学出版会 叢書21COE-CCC多文化世界における市民意識の動態 2008
- 『都市民俗基本論文集』全4巻  内田忠賢,倉石忠彦,小林忠雄共編 岩田書院 2009-11
- 『被爆者調査を読む ヒロシマ・ナガサキの継承』浜日出夫,竹村英樹共編著 慶應義塾大学出版会 2013

## 論文
- Cinii